# Festival de Beiteddine
Le Festival de Beiteddine (en arabe : مهرجان بيت الدين) est un festival annuel qui se déroule au Liban chaque été au Palais de Beiteddine, à Beiteddine, depuis 1984. Au cours des années, il y a proposé des concerts de musique classique, de jazz, de musiques du monde et d'opéra, ainsi que des spectacles de danse.

## Quelques participants
- Mariah Carey
- José Carreras
- Phil Collins
- Magida El-Roumi
- Fairuz
- Garou
- Gilberto Gil
- Elton John
- Marcel Khalifé
- Ricky Martin
- Notre-Dame de Paris
- UB40
- Ziad Rahbani
- Toufic Farroukh
- Abdou Cherif